# Београдско Четворојеванђеље
Београдско Четворојеванђеље је најстарија штампана књига у Београду. Штампана је у Београдској штампарији и била је једина књига одштампана у овој штампарији. Штампање је завршено 4. августа 1552. године. Овај датум записан је у колофону, на самом крају књиге. Година је означена бројевима на византијски начин као 7060. „Тада је источним земљама владао велики амир султан Сулејман”, што се односи на Сулејмана II Величанственог. Зове се још и Четвороблаговестије. Садржи четири канонска јеванђеља. Штампање Београдског Четворојеванђеља започео је оснивач Београдске штампарије, кнез Радиша Дмитровић, а завршио Дубровчанин Тројан Гундулић. Редакцијске послове, техничко и уметничко обликовање и избор предложака за орнаментику заставица и иницијала обављао је јеромонах Мардарије.
Београдско Четворојеванђеље спада у најбоља остварења старог српског штампарства.
Ова књига била је последње издање штампано за време Османске власти у Србији, а Београд једини град на Балканском полуострву који је у 16. веку имао штампарију у којој су стваране књиге на српскословенском језику. Крај 16. века обележен је рестриктивном политиком султана Селима Другог и донео је гушење даљих покушаја да се штампарска делатност колико-толико сачува. Овакво стање потрајало је наредна два столећа, све до обнове штампарства године 1831.
Својом старином, садржином текста, језиком, типографским и естетским особеностима Београдско Четворојеванђеље представља својеврсни споменик српске културе и писмености. Књига је заштићена законом као културна баштина од изузетног значаја.

## Изглед књиге
Београдско Четворојеванђеље спада у књиге велике осмине, јер је величина њених листова 20×30 цм. Штампано је на папиру, у фолио формату, црном и црвеном бојом. Штампани простор на страници је величине 14×21,5 cm и потпуно је испуњен текстом. Текст је штампан на српскословенском језику, крупним ћириличким словима и сложен у 24 и 25 редова. Има укупно 211 листова.
Књига је украшена богатим орнаментима урађеним у куваном дрвету ораховине. Садржи осам великих орнамената и 392 иницијала. Углови и спољне стране испреплетени су белим шарама. Цртана слова су украшена стилизованим листићима или искићена белим лозицама. Тип слова и иницијала преузет је из старих српских рукописних књига и под утицајем je средњевековног сликарства) у манастиру Сопоћани.
На основу воденог жига – лађарске котве која се налази у кругу изнад ког стоји шестокрака звезда, може се закључити да папир на коме је књига штампана потиче из Италије. Између целина увезани су празни листови.